# Erwin M. Friedländer

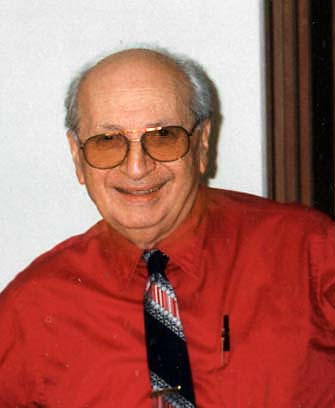

Erwin M. Friedländer (n. 29 mai 1925, Cluj – d. 22 ianuarie 2004, California) a fost un fizician american evreu, originar din România, ales ca membru de onoare al Academiei Române (repus în drepturi în 1990).
A absolvit Institutul Francez de Înalte Studii din București și apoi a urmat cursurile Facultății de Fizică și Matematică ale Universității bucureștene, specializându-se în fizică nucleară. În 1963 și-a susținut doctoratul cu teza „Asupra modelului cu două centre al jeturilor cosmice”, continuându-și activitatea ca profesor la Universitatea din București și ca cercetător, la Institutul de Fizică Atomică de pe platforma Măgurele. 
Între 1971-1991 a fost coșef de laborator la Lawrence Berkeley Laboratory al Universității din California. Activitatea sa de cercetare s-a concentrat îndeosebi asupra radiației cosmice a particulelor accelerate la mari energii de măsură aferente, fiind concretizată în peste 250 de studii și articole, apărute în prestigioase reviste internaționale de specialitate. În anul 1985 a fost distins cu Premiul Humboldt pentru fizică.
A fost ales membru corespondent al Academiei Române în anul 1963, calitatea retrasă după plecarea din țară. A fost repus în drepturi ca membru corespondent în 1990 și, la solicitarea proprie, trecut ca membru de onoare al Academiei Române în anul 2003.